# Koji Miki
Koji Miki (8 de setembro de 1946) é um antigo halterofilista do Japão.
Miki Koji participou dos Jogos Olímpicos de 1972, que contou como Campeonato Mundial também, e ficou na décima posição, na categoria até 56 kg. Levantou 342,5 kg no total combinado, sendo 105 no desenvolvimento (movimento-padrão abolido em 1973), 112,5 kg no arranque (primeiro nessa prova) e 125 kg no arremesso.
Ele ficou em terceiro no Campeonato Mundial de 1973, com 252,5 kg no total combinado (117,5 no arranque e 135 kg no arremesso).

Definiu nove recordes mundiais no arranque, nas categorias até 52 e 56 kg, que foram:
| Data       | Disciplina | Marca    | Classe de peso | Lugar      |
| ---------- | ---------- | -------- | -------------- | ---------- |
| 12.08.1969 | Arranque   | 100 kg   | –52 kg         | Yufuin     |
| 23.10.1967 | Arranque   | 113 kg   | –56 kg         | Saitama    |
| 15.11.1967 | Arranque   | 113,5 kg | –56 kg         | Osaka      |
| 28.08.1968 | Arranque   | 114 kg   | –56 kg         | Munique    |
| 22.10.1972 | Arranque   | 115 kg   | –56 kg         | Kagoschima |
| 16.03.1973 | Arranque   | 116 kg   | –56 kg         | Tashkent   |
| 16.09.1973 | Arranque   | 117,5 kg | –56 kg         | Havanna    |
| 17.04.1976 | Arranque   | 120 kg   | –56 kg         | Fuyisawa   |
| 25.10.1976 | Arranque   | 120,5 kg | –56 kg         | Saga       |